# 1706 Dieckvoss
1706 Dieckvoss è un asteroide della fascia principale. Scoperto nel 1931, presenta un'orbita caratterizzata da un semiasse maggiore pari a 2,1254557 UA e da un'eccentricità di 0,1147099, inclinata di 1,87482° rispetto all'eclittica.
L'asteroide è dedicato all'astronomo tedesco Wilhelm Dieckvoß.